# HK SR9
Das HK SR9 ist ein ziviles Selbstladegewehr des deutschen Herstellers Heckler & Koch.

## Technik
Beim Sporting Rifle 9 handelte es sich um eine Zivilversion des HK G3 für den amerikanischen Markt ohne Dauerfeuereinrichtung, welche auf dem HK G41/HK 91 basiert. Die Waffen wurden in den USA montiert. Im Aussehen unterschieden sie sich durch einen anderen Kunststoffschaft, der statt des Pistolengriffs ein Daumenloch aufwies. Das Abzugsgewicht von 40 N konnte durch die Verwendung der Abzugsgruppe des HK PSG1 auf 15 N heruntergesetzt werden, was sich positiv auf die Schussleistung auswirkte.
Das Modell T hatte einen Pistolengriff und Abzugsgruppe des PSG1 und den Kolben des HK MSG90. Das Modell TC hatte neben Pistolengriff und Abzugsgruppe auch den Kolben mit dem PSG1 gemeinsam.
Bei ähnlicher Bezeichnung darf das SR9 nicht mit dem Selbstladegewehr HK SL9SD verwechselt werden. Dabei handelt es sich um ein HK SL8 (ziviles HK G36) mit Schalldämpfer.

## Varianten
- SR9
- SR9 T (Target)
- SR9 TC (Target Competition)